# Akupunktura
Akupunktura ((針灸), od lat. “acus”-igla+”pungere”-ubadati) je jedna od glavnih metoda tradicionalne kineske medicine, te tibetanske i indijske ajurvede (neki autori smatraju da akupunktura i potječe iz ajurvedske medicine).
To je terapeutska tehnika kojom se ubadanjem igala u specifične točke na koži pacijenta nastoji uspostaviti ravnoteža Qi (得氣), koncepta "vitalne energije koja struji kroz organizam". Praksu je prvi imenovao latinskom riječju acupunctura Nizozemac Willem ten Rhijne.
Drevni kineski pučki liječnici smatrali su da postoji "životna energija" i da prolazi kroz tijelo preko dvanaest crta, tzv. meridijana.
Po njihovom vjerovanju, bolest je posljedica neravnoteže, viška ili manjka Qi, te da se ubadanjem tankih igala u akupunkturne točke “xue” ( 穴 ) kojih ima otprilike 365, ponovno uspostavlja ravnoteža. Njihovim mehaničkim provociranjem cilj je postići promjenu u protoku Qi, te tako djelovati na bolest.
Postojanje Qi, te ovakvo objašnjenje nastanka bolesti, nemaju znanstvene dokaze, te su u izravnoj oprečnosti sa saznanjima i znanstvenim dokazima moderne medicine i prirodnih znanosti, no akupunktura ponekad nalazi ograničenu primjenu u tretiranju nekih lakših medicinskih problema.

## Povijest
U Kini akupunktura datira od prvog tisućljeća prije nove ere, a arheološki nalazi pripadaju dinastiji Han. Prakticira se također u Japanu, kao kampo, a i u Koreji.
Postoji mogućnost da su tetovaže na Otziju, 5000 godina staroj mumiji čovjeka iskopanoj u Alpama, vid drevne akupunkture. Neki povjesničari tvrde da se akupunktura primjenjuje u Euroaziji od brončanog doba. Pretpostavlja se da je Europi postala poznata zahvaljujući trgovcima na putu svile. Nakon Kulturne revolucije u 20. st. došlo je do otvaranja Kine prema Zapadu.
Popularnost na Zapadu stekla je najviše zbog novinara Jamesa Restona, koji je u srpnju 1971. godine obolio od upale slijepog crijeva dok je sa svojom ženom bio u turističkom posjetu Kini.
Iako mu je slijepo crijevo uklonjeno medicinskom operacijom pod konvencionalnom anestezijom ksilokainom i benzokainom u pekinškoj bolnici Xie He (Peking Union Medical College Hospital, 北京协和医院; u doba Kineske kulturne revolucije zvane "Antiimperijalistička bolnica"), postoperativnu bol tretirao mu je akupunkturist Li Chang-yuan, za koju je Reston rekao da mu je: "izazivala valove boli kroz udove i barem skretala pozornost s bolova u trbuhu".
Članak koji je o tome napisao za Times bio je prva prilika da većina Amerikanaca prvi put čuje za tradicionalnu kinesku medicinu i akupunkturu.
Uskoro su se počele širiti dezinformacije da se u Kini provela operacija na srcu koristeći samo akupunkturu za opću anesteziju.
Uz pokroviteljstvo kineskog predsjednika Mao Ce-Tunga, Britanski Medical Research Council poslao je 1972. godine u svrhu istrage ove tvrdnje izaslanstvo u Kinu. Među stručnjacima bio i fiziolog Sir Alan Lloyd Hodgkin. Izaslanstvo je i dalje ostalo skeptično.
Ista tvrdnja, a danas dokazana dezinformacija, ponovljena je 2006. godine na BBC-u. Autor "Fermatove zagonetke", teorijski fizičar Simon Singh, otkrio je da je tijekom te operacije pacijent primio vrlo jake sedative: midazolam, droperidol i fentanil, te velike količine lokalnog anestetika u prsište, pa su akupunkturne igle tu bile samo u svrhe obmane.
Svjetska zdravstvena organizacija svrstala je akupunkturu pod komplementarne metode liječenja za neke bolesti i poremećaje.

## Tradicionalni principi
Akupunktura, kao dio TKM, oslanja se na misticizam i drevne religijske prakse:
- jin i jang
- taoizam
- 5 elemenata

Jin princip je ženski, negativan, hladan, mekan, Mjesečev. Jang princip je muški, pozitivan, topao, tvrd, Sunčev. Jin i Jang su povezani i stalno se izmjenjuju.
Jin - mjesec – noć – tama – hladno – odmor – žensko – zima - zemlja
Jang – sunce - dan - svjetlo – toplo – akcija –muško –ljeto – nebo
Taoizam je jedna od filozofija dalekog Istoka, koja prevladava u Kini, pored Konfucijevog učenja. Tao tvrdi da je sve jedno, jedinstveno, originalno, vječno i nepromjenjivo.
5 elemenata (kineski: 五行; pinyin: wǔxíng) je vjerovanje da se svijet sastoji od pet prapočela: vatre, vode, zemlje, metala i drveta, kojima su pridodani dijelovi godine: proljeće, ljeto, bablje ljeto, jesen i zima.
Akupunkturne točke su podijeljene u 12 kanala koji odgovaraju 12 organa (Zang-Fu), te dva kanala: kralježnični i 3-struki grijač (San Jiao). Kanali se dijele u yin i yang. Na svakom ekstremitetu se nalazi početak po tri kanala. S ruke polaze tri yin kanala (pluća, perikard, srce) i tri yang kanala (debelo, tanko crijevo, San Jiao). S noge polaze tri yin kanala (slezena, jetra, bubreg) i tri yang kanala (želudac, žučni, mokraćni mjehur). Qi teče duž kanala unutrašnjim i vanjskim putevima koji se reflektiraju na koži pacijenta.

## Dijagnoza
Praktičari kineske tradicionalne medicine (TKM) postavljaju dijagnozu na temelju anamneze i fizičkog pregleda. Fizički pregled obuhvaća dijagnosticiranje pulsa na obje ruke pri čemu razlikuju 12 vrsta ( 3 duboka i 3 plitka na svakoj ruci); pregled jezika za kojeg vjeruju da svojim oblikom, bojom i mrljama odaje stanje probavnog sustava; pregled očiju, tzv. iridologiju gdje vjeruju da zjenica i šarenica predstavljaju svaki pojedini organ i odaju njegovu konstituciju, što je jedan od najneznanstvenijih aspekata ovakve prakse.
Problem ovakve dijagnoze jest što ni u samoj TKM ne postoji suglasnost oko temeljnih simptoma i procedura, te zbog toga postoje razne "škole" i prakse.

## Prednosti
Neke vrste akupunktura se ponekad koriste u medicini Kini pri lokalnoj anesteziji za manje zahvate. S vremenom je zamijećeno da neke njene prakse pomažu smanjiti simptome nekih neuroloških poremećaja kao što su neke vrste glavobolja, bolova u mišićima, itd.
Po suvremenom objašnjenju, postoji mogućnost ograničene i posredne provokacije moždanog izlučivanja endorfina i oksitocina koji ublažavaju bol, što ima povratno djelovanje na limbički sustav mozga.

## Nedostaci
Akupunktura je invazivna metoda i kao takva nosi izvjesne rizike. Moguća je pojava hematoma kao posljedica slučajnog uboda u krvnožilni sustav. Moguće su privremene ili trajne ozljede živaca, iznimno i pneumotoraks.
Ako se zanemare pravila dezinfekcije isterilizacije, te se upotrebljavaju se korištene igle, može doći do širenja zaraznih bolesti čiji se uzročnici prenose krvlju (virusi hepatitisa, HIV, itd.). Ove je opasnosti lako izbjeći opreznim korištenjem.
U domeni tretiranja ozbiljnijih medicinskih stanja, konsenzus medicine i znanosti jest da se eventualna učinkovitost svodi na placebo efekt jer kontrolirane studije nisu utvrdile razliku u učinkovitosti pri usporedbi prave akupunkture, oponašanja akupunkture i nikakve terapije.

## Odnos religija prema akupunkturi
Zbog toga što akupunktura ima svoje korijene u kineskom misticizmu, neke kršćanske denominacije smatraju je neprikladnom za svoje pripadnike.

## Vanjske poveznice
- Five Element Acupuncture Information Site